# 费曼-卡茨公式
费曼－卡茨公式是一个数学公式与定理，得名于理查德·费曼和马克·卡茨，将随机过程和抛物型偏微分方程结合在一起。使用费曼－卡茨公式可以通过将某些抛物型偏微分方程的解写成随机过程的条件期望的方式，从而将求此类微分方程的数值解转化为模拟随机过程的路径。反过来，此一类随机过程的期望可以通过确定性的计算（偏微分方程求解）得到。考虑偏微分方程：
{\displaystyle {\frac {\partial u}{\partial t}}+\mu (x,t){\frac {\partial u}{\partial x}}+{\frac {1}{2}}\sigma ^{2}(x,t){\frac {\partial ^{2}u}{\partial x^{2}}}-V(x,t)u=f(x,t).\qquad \qquad t\in [0,T],\,\,x\in \mathbb {R} }
满足边界条件：{\displaystyle u(x,T)=\psi (x),}
其中的 {\displaystyle \mu ,\ \sigma ,\ \psi ,V} 是已知的函数， {\displaystyle \ T} 是给定的参数，{\displaystyle u:\mathbb {R} \times [0,T]\to \mathbb {R} } 是所求的解函数。费曼－卡茨公式声明，这个偏微分方程的解函数可以写成某个随机过程的（条件）期望：
{\displaystyle u(x,t)=E\left[\int _{t}^{T}e^{-\int _{t}^{s}V(X_{\tau })\ ,d\tau }f(X_{s},s)ds+e^{-\int _{t}^{T}V(X_{\tau })\,d\tau }\psi (X_{T})|X_{t}=x\right]}
其中{\displaystyle \ X=\left(X_{t};t\geqslant 0\right)} 是由以下的随机动力方程
决定的伊藤随机过程。其中的{\displaystyle \ W_{t}}是维纳过程（Wiener过程，又称为布朗过程），{\displaystyle \ X_{t}} 满足初始条件{\displaystyle \ X_{0}=x}。

## 条件
费曼－卡茨公式建立在若干对参数函数的限制性条件下。这些条件主要是要求参数函数足够“平滑”与“规则”，使得随机微分方程和偏微分方程的解存在。
首先假设偏微分方程的解函数 u 存在。卡拉查斯和史雷夫在1988年证明了：当其余函数及 u 满足以下条件
1. 参数函数{\displaystyle \mu ,\ \sigma ,\ \psi ,\ V,\ f}以及函数u 都是连续函数。
2. 函数u 关于x 变量保持多项式增长，即存在正常数M和c，使得对所有的x，都有：
{\displaystyle \ u(x,t)\leqslant M(1+|x|^{c})}
3. 参数函数 {\displaystyle \psi } 和 {\displaystyle f} 都要么是正值函数，要么也满足类似以上的多项式增长条件。
4. 参数函数 {\displaystyle V} 有下界，并且
5. 参数函数 {\displaystyle \mu ,\ \sigma } 满足关于x 变量的利普希茨条件，即存在常数K，使得对所有不相等的x 和y，都有：
{\displaystyle |\sigma (x,t)-\sigma (y,t)|+|\mu (x,t)-\mu (y,t)|\leqslant K|x-y|}

的时候，解函数可以用费曼－卡茨公式表达为条件期望的形式。这些条件中并不保证解的存在性。要保证后者，需要更强的条件：
1. 参数函数 {\displaystyle \mu ,\ \sigma } 有界，并且局部地满足关于x 变量和t 变量的利普希茨条件（即常数K可以和x相关）。
2. 对任意的t，参数函数 {\displaystyle \sigma } 都满足赫尔德连续条件，即存在与t无关的常数H和介于0与1之间的常数 {\displaystyle \alpha }，使得
{\displaystyle |\sigma (x,t)-\sigma (y,t)|\leqslant K|x-y|^{\alpha }}
3. 参数函数 {\displaystyle V} 有界，并且对任意的t，都局部地满足赫尔德连续条件。
4. 对任意的t，参数函数 {\displaystyle f} 都局部地满足赫尔德连续条件，并关于x 变量满足多项式增长条件。
5. 参数函数 {\displaystyle \psi }  关于x 变量满足多项式增长条件。

以上条件由弗里德曼在1975年给出。1980年克里洛夫提出用更简洁（同时更强）的条件代替，可以是：
所有的参数函数{\displaystyle \mu ,\ \sigma ,\ \psi ,\ V,\ f}满足利普希茨条件并且二次连续可导，同时满足多项式增长条件；函数V有下界。
在以上的条件下，偏微分方程的解唯一存在，并且满足费曼－卡茨公式的期望表达，同时也满足多项式增长条件。

## 证明
为简化起见，以下只证明{\displaystyle f(x,t)=0}的情况。
设偏微分方程的解函数为 {\displaystyle u(x,t)}。对以下函数{\displaystyle Y_{s}=e^{-\int _{t}^{s}V(X_{\tau })\,d\tau }u(X_{s},s)} 使用伊藤公式，可以得到：
{\displaystyle dY_{s}=de^{-\int _{t}^{s}V(X_{\tau })\,d\tau }u(X_{s},s)+e^{-\int _{t}^{s}V(X_{\tau })\,d\tau }\,du(X_{s},s)+de^{-\int _{t}^{s}V(X_{\tau })\,d\tau }du(X_{s},s)}
由于 {\displaystyle de^{-\int _{t}^{s}V(X_{\tau })\,d\tau }=-V(X_{s})e^{-\int _{t}^{s}V(X_{\tau })\,d\tau }\,ds}，等式右边第三项是高阶无穷小{\displaystyle o(dt)}，因此可以忽略。再一次对{\displaystyle du(X_{s},s)} 使用伊藤公式，会得到
{\displaystyle dY_{s}=e^{-\int _{t}^{s}V(X_{\tau })\,d\tau }\,\left(-V(X_{s})u(X_{s},s)+\mu (X_{s},s){\frac {\partial u}{\partial x}}(X_{s},s)+{\frac {\partial u}{\partial t}}(X_{s},s)+{\frac {1}{2}}\sigma ^{2}(X_{s},s){\frac {\partial ^{2}u}{\partial x^{2}}}(X_{s},s)\right)\,ds}
{\displaystyle \;+e^{-\int _{t}^{s}V(X_{\tau })\,d\tau }\sigma (X_{s},s){\frac {\partial u}{\partial x}}(X_{s},s)\,dW_{s}.}
等式右边的第一项里的括号中的式子恰好是微分方程的左边，因此等于0。剩下的是： 
{\displaystyle dY_{s}=e^{-\int _{t}^{s}V(X_{\tau })\,d\tau }\sigma (X_{s},s){\frac {\partial u}{\partial x}}(X_{s},s)\,dW_{s}.}
将这个等式的两边从 {\displaystyle t} 积分到 {\displaystyle T}，可以得到：
{\displaystyle Y_{T}-Y_{t}=\int _{t}^{T}e^{-\int _{t}^{s}V(X_{\tau })\,d\tau }\sigma (X_{s},s){\frac {\partial u}{\partial X}}(X_{s},s)\,dW_{s}.}
两边取在已知{\displaystyle X_{t}=x}下的条件期望，并且注意到等式右边是一个伊藤积分，因此右边等于0。所以 {\displaystyle E[Y(T)|X_{t}=x]=E[Y(t)|X_{t}=x]=u(x,t)}。注意到 
{\displaystyle E[Y(T)|X_{t}=x]=E[e^{-\int _{t}^{T}V(X_{\tau })\,d\tau }u(X_{T},T)|X_{t}=x]=E[e^{-\int _{t}^{T}V(X_{\tau })\,d\tau }\psi (X_{T}))|X_{t}=x]}
就可以得出需要证明的结论。

## 相关
- 以上的条件期望形式的公式对多维的伊藤过程也适用。与之相应，解函数{\displaystyle u:\mathbb {R} ^{N}\times [0,T]\to \mathbb {R} }相对的偏微分方程是：

{\displaystyle {\frac {\partial u}{\partial t}}+\sum _{i=1}^{N}\mu _{i}(x,t){\frac {\partial u}{\partial x_{i}}}+{\frac {1}{2}}\sum _{i=1}^{N}\sum _{j=1}^{N}\gamma _{ij}(x,t){\frac {\partial ^{2}u}{\partial x_{i}x_{j}}}-r(x,t)u=f(x,t),}
其中的
{\displaystyle \gamma _{ij}(x,t)=\sum _{k=1}^{N}\sigma _{ik}(x,t)\sigma _{jk}(x,t),}
也就是说 {\displaystyle \gamma =\sigma \,\sigma ^{\prime }}，其中{\displaystyle \sigma ^{\prime }}是矩阵 {\displaystyle \sigma }的转置矩阵。
- 将解函数表示为条件期望的形式后，可以使用蒙特卡罗或准蒙特卡罗方法来求出近似的数值解。
- 此定理最早由卡茨于1949年发表[4]，最初的费曼－卡茨公式是作为一个解决某些维纳泛函的分布的公式提出的。假设{\displaystyle \ x(\tau )} 是满足初始条件 {\displaystyle \ x(0)=0}的某个扩散过程。现要求出以下函数的期望值

{\displaystyle e^{-\int _{0}^{t}V(x(\tau ))\,d\tau }}
费曼－卡茨公式说明这个期望值等价于对某个扩散方程（抛物型偏微分方程）的解的积分。特别地，当条件{\displaystyle \ uV(x)\geqslant 0}满足时，若设{\displaystyle \ w(x,0)=\delta (x)}并满足{\displaystyle {\frac {\partial w}{\partial t}}={\frac {1}{2}}{\frac {\partial ^{2}w}{\partial x^{2}}}-uV(x)w}，则有
{\displaystyle E\left(e^{-u\int _{0}^{t}V(x(\tau ))\,d\tau }\right)=\int _{-\infty }^{\infty }w(x,t)\,dx}
费曼－卡茨公式也可以阐释成对某个特定形式的泛函积分求值的一种方法。如果：
{\displaystyle I=\int f(x(0))e^{-u\int _{0}^{t}V(x(t))\,dt}g(x(t))\,Dx}
其中的积分对所有的随机漫步路径取得，那么
{\displaystyle I=\int w(x,t)g(x)\,dx}
其中{\displaystyle \ w(x,t)}是抛物型偏微分方程 {\displaystyle {\frac {\partial w}{\partial t}}={\frac {1}{2}}{\frac {\partial ^{2}w}{\partial x^{2}}}-uV(x)w,} 的解。并满足初始条件 {\displaystyle \ w(x,0)=f(x)}.